# Jardín Botánico Dawyck
El Jardín Botánico Dawyck (en inglés: Dawyck Botanic Garden), es un jardín botánico de unas 25 hectáreas (62 acres) de extensión que se encuentra en Stobo en el B712, 8 millas (13 km) al sur de Peebles en la región Scottish Borders de Escocia, Reino Unido. 
Este jardín botánico es uno de los cuatro que conforman el RBGE (Royal Botanic Gardens of Scotland), Edimburgo, Dawyck, Logan y Benmore. 
Es miembro del BGCI, y presenta trabajos para la Agenda Internacional para la Conservación en los Jardines Botánicos.
El código de identificación del Dawyck Botanic Garden como miembro del "Botanic Gardens Conservation International" (BGCI), así como las siglas de su herbario es E.

## Localización
El jardín botánico está situado en el "Upper Tweed Valley", que detenta la etiqueta distintiva en Escocia de "National Scenic Area".
Dawyck Botanic Garden Stobo, B712, 8 miles (13 km) south of Peeblesshire EH45 9JU, Scottish Borders, OS ref. NT168352. Scotland-Escocia, United Kingdom-Reino Unido.
Planos y vistas satelitales.55°36′11.16″N 3°19′23.16″O / 55.6031000, -3.3231000

## Historia

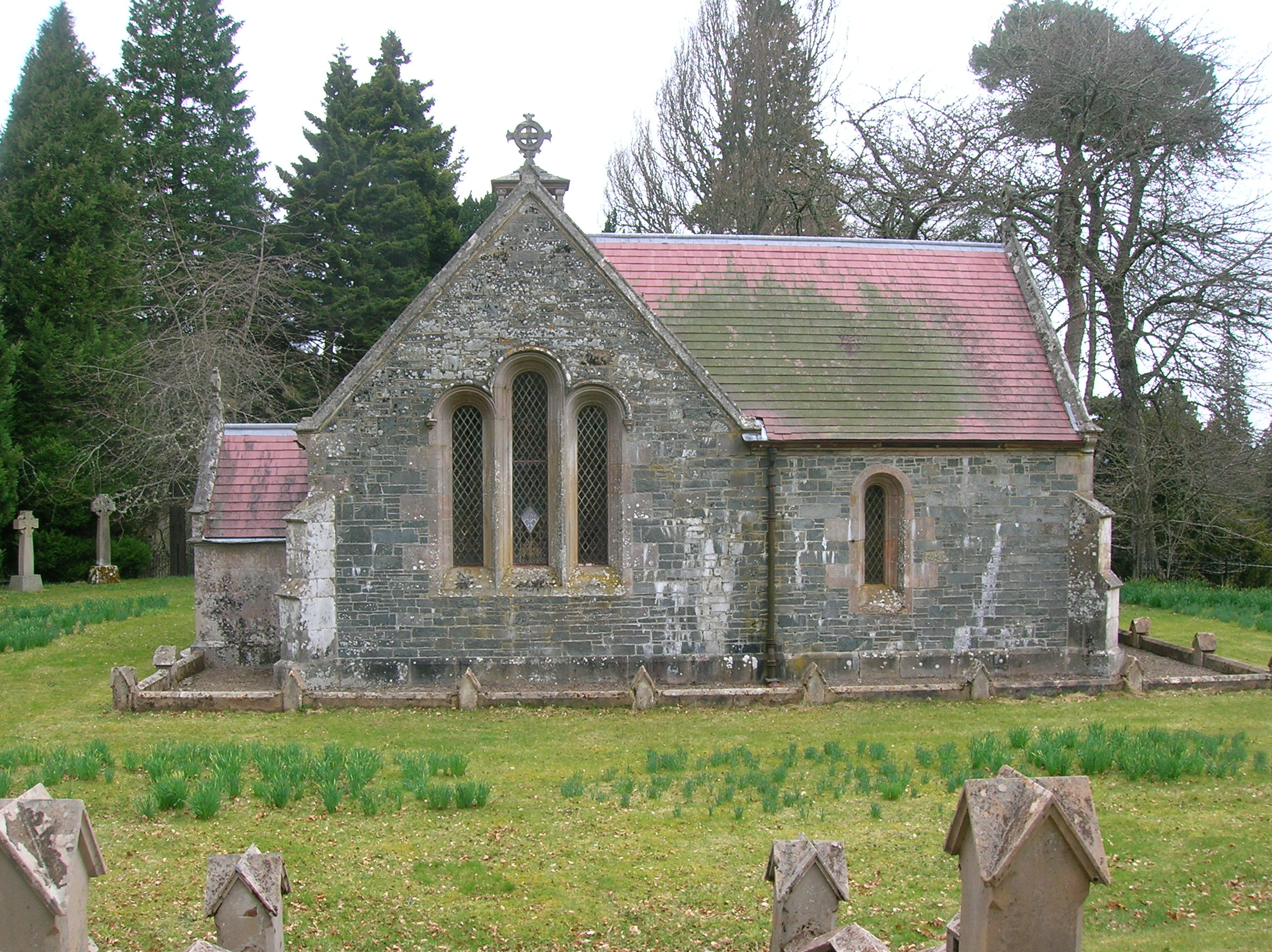
La capilla "Dawyck Chapel" antiguo enclave religioso, situada dentro del jardín botánico.

El nombre también se da como 'Dawic', y 'Dauwic' alrededor del 1200. Puede derivar del gaélico para un buey y en inglés antiguo 'wic' para un campo o una vivienda.
La familia Veitch plantaron el jardín como "Dawyck House" en el siglo XVII hasta que la familia Naesmith asumió el control en 1691. Sir John Murray Naesmith patrocinó expediciones de búsqueda de plantas para cultivarlas, especialmente las emprendidas por el explorador y recolector de plantas David Douglas (1799 - 1834). En 1897 la familia de Balfour adquirió la propiedad de Dawyck, y en 1978 ellos donaron el jardín al "Royal Botanic Garden", a excepción de la casa de Dawyck y de la capilla que permanecen en uso privado.
La capilla privada "Dawyck Chapel", construida en 1837, ocupa el emplazamiento de la antigua "Dalwick Chapel" en el interior del jardín.

## Colecciones
Este jardín arbolado tiene temperaturas más extremas y precipitaciones más bajas que los jardines en la costa oeste. Sin embargo el jardín se jacta de albergar la colección más grande de Rhododendron y millares de árboles, algunos de los cuales se registran como el más alto de su clase en Gran Bretaña. Con 2020 accesiones de plantas vivas y 1133 taxones cultivados.

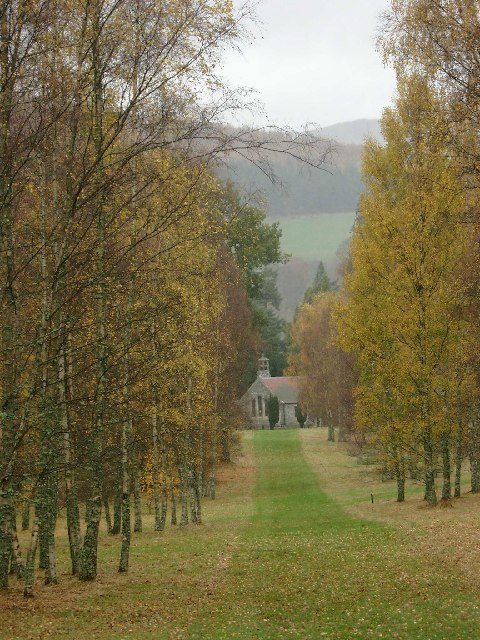
La capilla en Dawyck.

Entre sus colecciones especiales destacan las familias:
- Pinaceae, y los géneros Abies, Picea, Pinus, Larix, Tsuga,
- Rosaceae, y los géneros Prunus, Sorbus, Cotoneaster, Spiraea,
- Berberidaceae, Berberis,
- Aceraceae, Acer,
- Betulaceae, Betula,
- Oleaceae,
- Fagaceae, Fagus,
- Tiliaceae, Tilia,
- Ericaceae. Rhododendron (especialmente la subsección Taliensia)

Plantas herbáceas de sotobosque tales como Meconopsis (amapola de los Himalayas), Rogersiana, Ligularia, Hosta y Astilbe, también se pueden admirar aquí.

## Vistas en el interior del jardín botánico

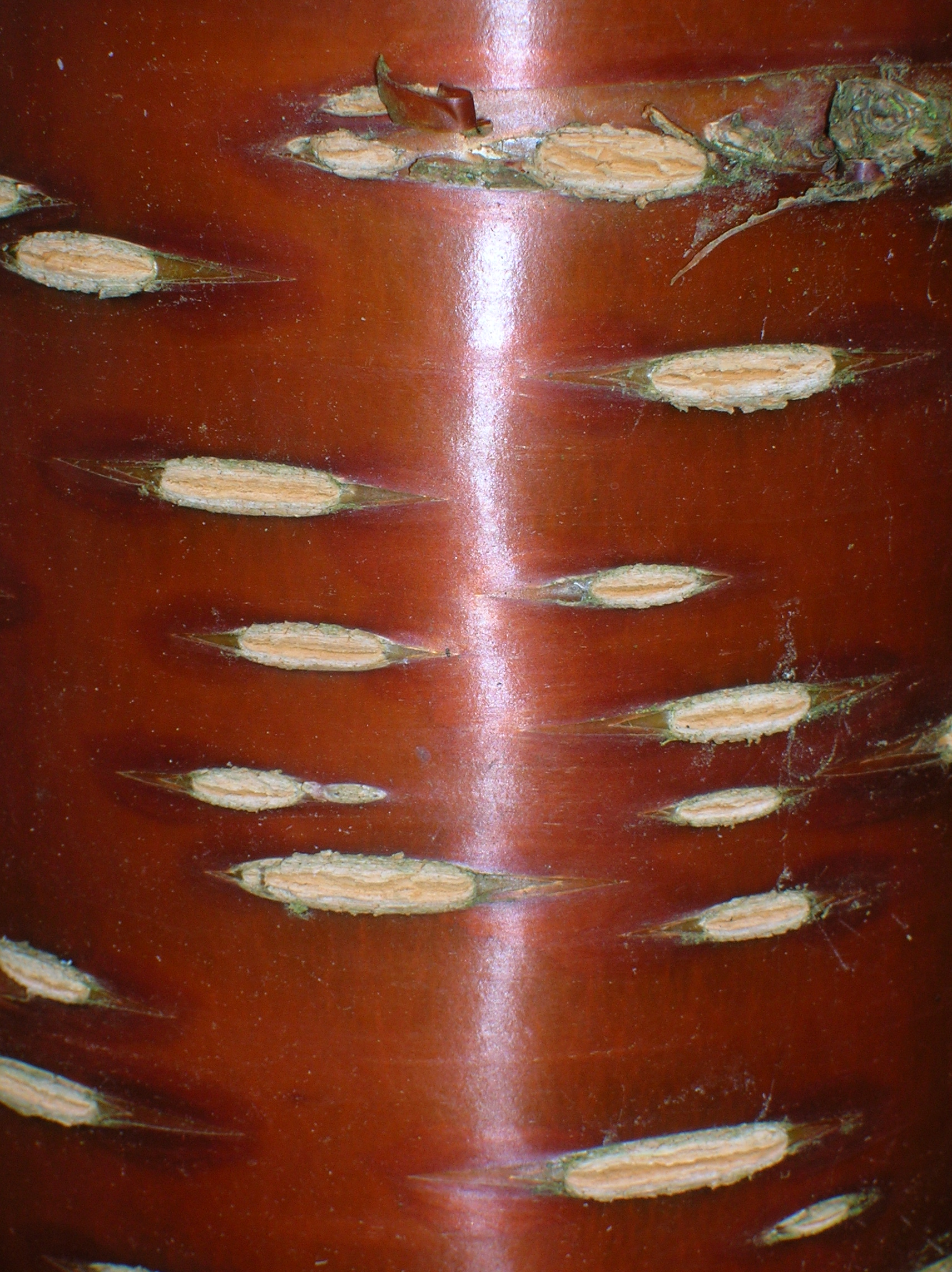
Corteza de uno de los árboles del jardín.
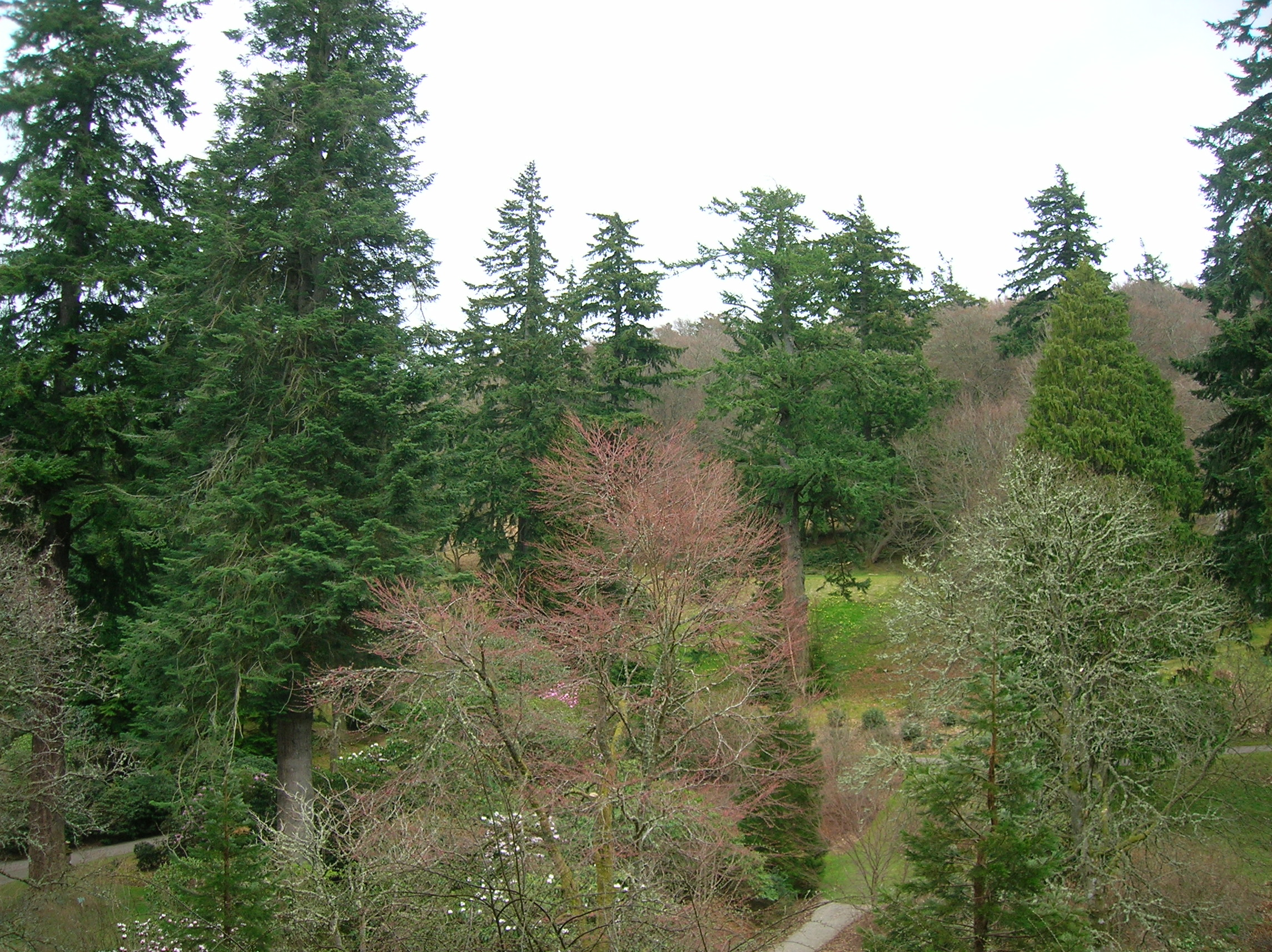
El abeto de Douglas y otras coníferas maduras.
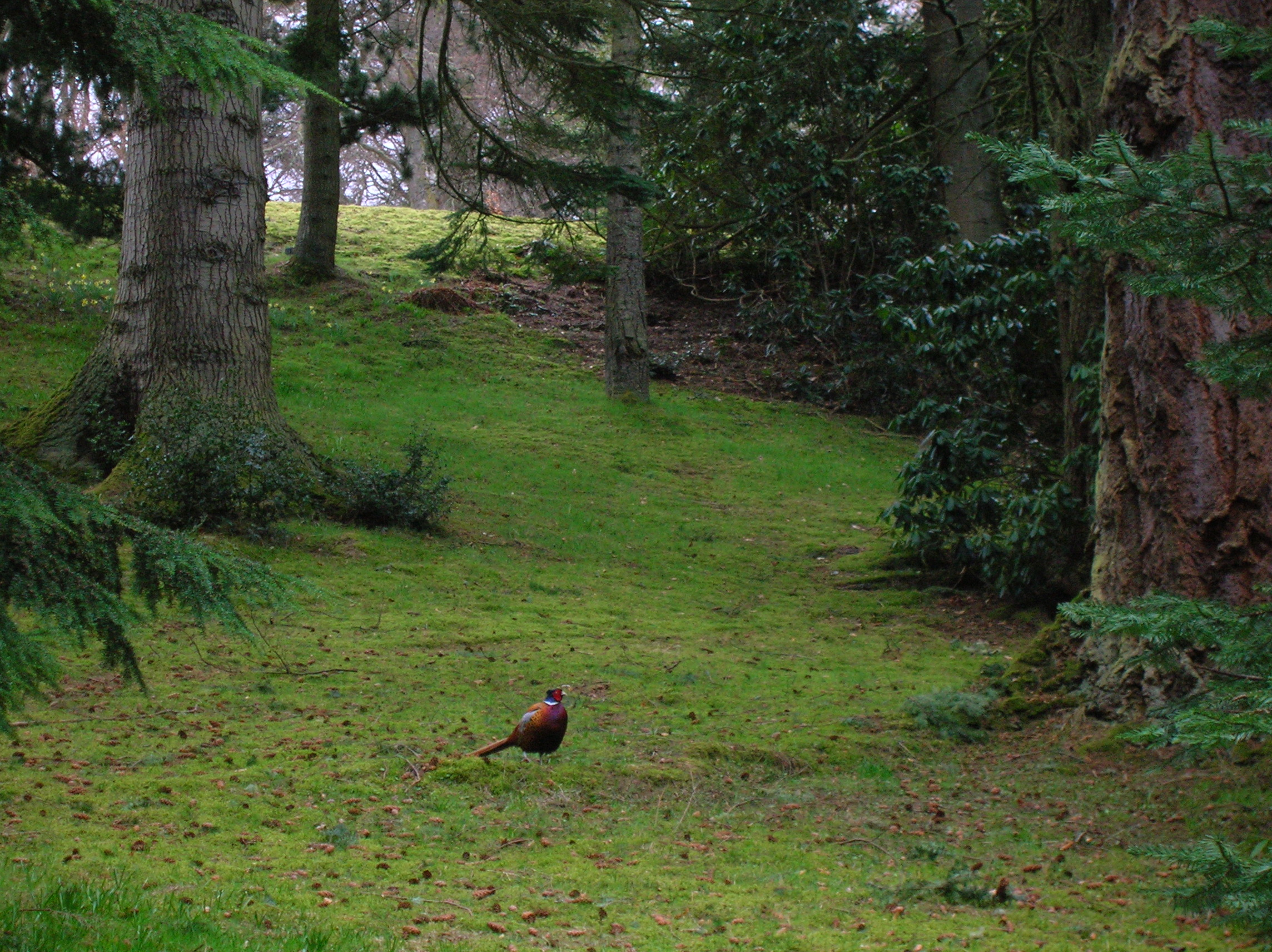
Uno de los numerosos faisanes dentro del recinto.
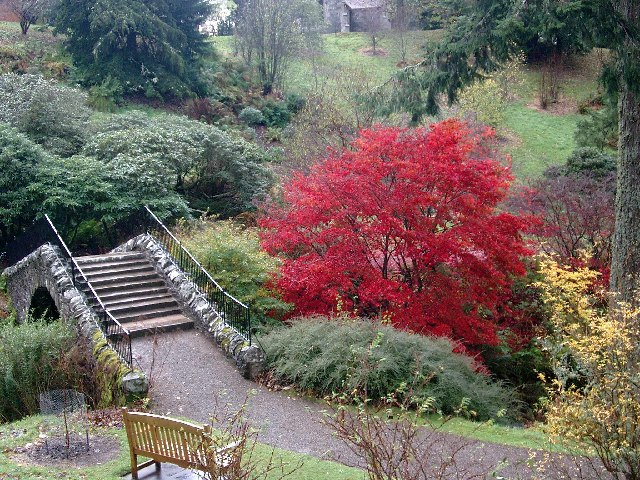
Los colores del otoño en Dawyck.

## Árboles de la herencia en Escocia
De los once "Heritage Trees of Scotland" en "Scottish Borders", tres se encuentran en Dawyck.
El "Dawyck Silver Fir" es un abeto de 35 m (115 ft) de altura, y su tronco mide 172 cm (5ft 7 in), y su grosor es  de 5.4 m (17ft 9 in). También se encuentran el alerce de Dawyck y el haya de Dawyck. Ver más abajo el enlace al "Forestry commission".